# Badmal
Badmal es una ciudad censal situada en el distrito de Balangir en el estado de Odisha (India). Su población es de 5431 habitantes (2011). Se encuentra a 72 km de Balangir y a 349 km de Bhubaneswar.

## Demografía
Según el censo de 2011 la población de Badmal era de 5431 habitantes, de los cuales 3013 eran hombres y 2418 eran mujeres. Badmal tiene una tasa media de alfabetización del 95,68%, superior a la media estatal del 72,87%: la alfabetización masculina es del 97,89%, y la alfabetización femenina del 92,98%.